# Hillsborough (Noord-Ierland)
Hillsborough is een plaats in het Noord-Ierse district Lisburn.
Hillsborough telt 3396 inwoners.
Van de bevolking is 91,7% protestant en 5% katholiek.
Nabij de plaats bevindt zich Hillsborough Castle, een van de officiële residenties van de Britse koninklijke familie.